# 施瓦岑河 (魏薩赫河支流)

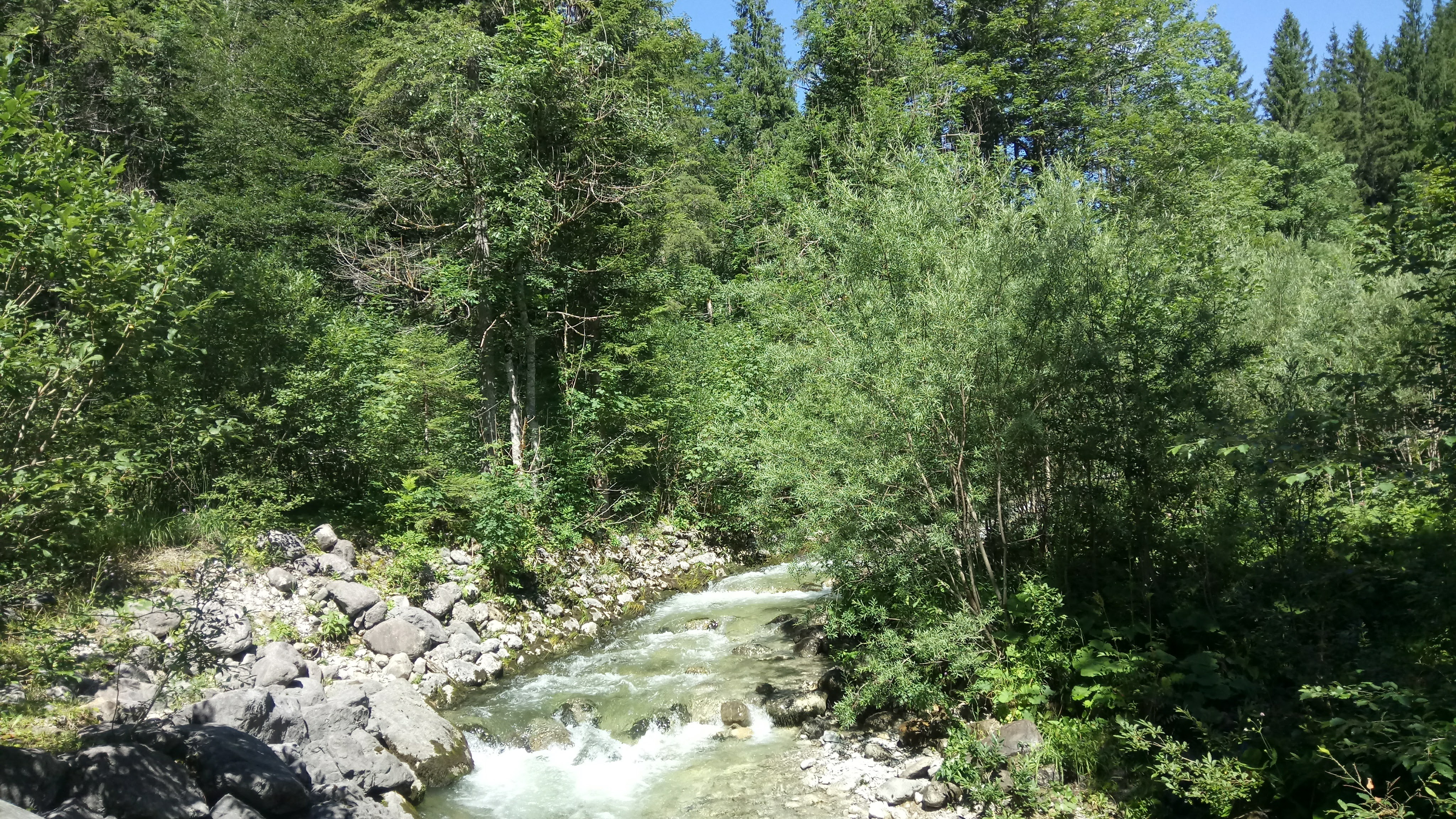
施瓦岑河

47°37′17.78″N 11°42′47.20″E / 47.6216056°N 11.7131111°E
施瓦岑河（德語：Schwarzenbach），是德國巴伐利亞州的河流，由負責管轄，屬於魏薩赫河的左支流，河道全長4.9公里，流域面積8.7平方公里。